# Zavesă
Zavesa este un obiect de cult, din categoria vălurilor de tâmplă care constă dintr-o draperie, cu dimensiuni și forme variabile, fie pătrate, fie dreptunghiulare, brodată cu diferite reprezentări iconografice și simbolice - Buna Vestire, Nașterea lui Iisus, Răstignirea, Învierea, Adormirea Maicii Domnului etc. - sau numai cu simple motive decorative, geometrice ori vegetale. Zavesele sunt dispuse în partea superioară a tâmplei, având rolul de a acoperi spațiile goale de deasupra icoanelor.
Termenul provine din limba slavă, având înțelesul de „perdea”, de la funcția liturgică pe care o îndeplinesc. Odată cu generalizarea separării naosului de altar prin iconostase, rolul zaveselor și al dverelor s-a restrâns, rămânând să acopere numai ușile împărătești - cele de la mijlocul iconostasului, și ușile diaconești, situate la stânga și la dreapta acestora.

## Vezi și
- Dveră
- Văl de tâmplă